# Vermilion River (North Saskatchewan River)
Der Vermilion River ist ein rechter Nebenfluss des North Saskatchewan River in der kanadischen Prärieprovinz Alberta.

## Flusslauf
Der Vermilion River entspringt südlich von Holden im Beaver County. Er fließt anfangs in östlicher Richtung nach Bruce und anschließend nach Norden nach Vegreville und weiter nach Two Hills. Hier wendet er sich nach Südosten, durchfließt Vermilion und wendet sich schließlich nach Nordosten, bevor er nach etwa 270 km in den nach Osten fließenden North Saskatchewan River mündet. Der Vermilion River entwässert ein Areal von 7940 km². Dabei beträgt sein mittlerer Abfluss lediglich 2 m³/s. Im Unterlauf durchfließt der Fluss den nach ihm benannten Verwaltungsdistrikt County of Vermilion River.